# Aleksis Kivi
Aleksis Kivi, vlastním jménem Alexis Stenvall, (10. října 1834 Palojoki, Nurmijärvi – 31. prosince 1872 Syvälahti, Tuusula) byl finský spisovatel, autor prvního významného finsky psaného románu Sedm bratří.

## Dílo
- 1859 – Kullervo, hra
- 1864 – Ševci z Nummi (Nummisuutarit, česky 1969 v překladu Jana Petra Velkoborského), hra
- 1964 – Trollové (Vuoripeikot), novela
- 1866 – Zásnuby (Kihlaus, česky Námluvy, Miliduch M. Novotňák, Plzeň 1961; 2. vyd. ČDLJ, Praha 1962. Přel. Miliduch M. Novotňák a Amálie Patloková), hra
- 1866 – Kanervala, básnická sbírka
- 1866 – Noc a den (Yö ja päivä), hra
- 1866 – Dezertéři (Karkurit), hra
- 1866 – Pivní zájez v Schleusingenu (Olviretki Schleusingenissä), hra
- 1867 – Leo a Liina (Leo ja Liina), hra
- 1868 – Canzio, hra
- 1868 – Lea, hra
- 1871 – Margareta, hra
- 1870–1873 – Sedm bratří (Seitsemän veljestä, česky 1940 v převyprávění Antonie Svobodové a 1941 v překladu Vladimíra Skaličky), román
- 1877–1878 – Výbor z díla (Valitut teokset I-II)
- 1878 – Domov a okovy (Koto ja kahleet), novela
- 1904 – Pastýřka (Paimentyttö)
- 1916 – Selminy pletichy (Selman juonet), hra
- 1916 – Alma, hra
- 1915–1919 Sebrané dílo (Kootut teokset I-IV)
- 1922 – Erika (Eriika), novela
- 1946 – Píseň mého srdce (Sydämeni laulu)
- 1947 – Příběhy Aleksise Kiviho (Aleksis Kiven tarinoita)